# Okulár

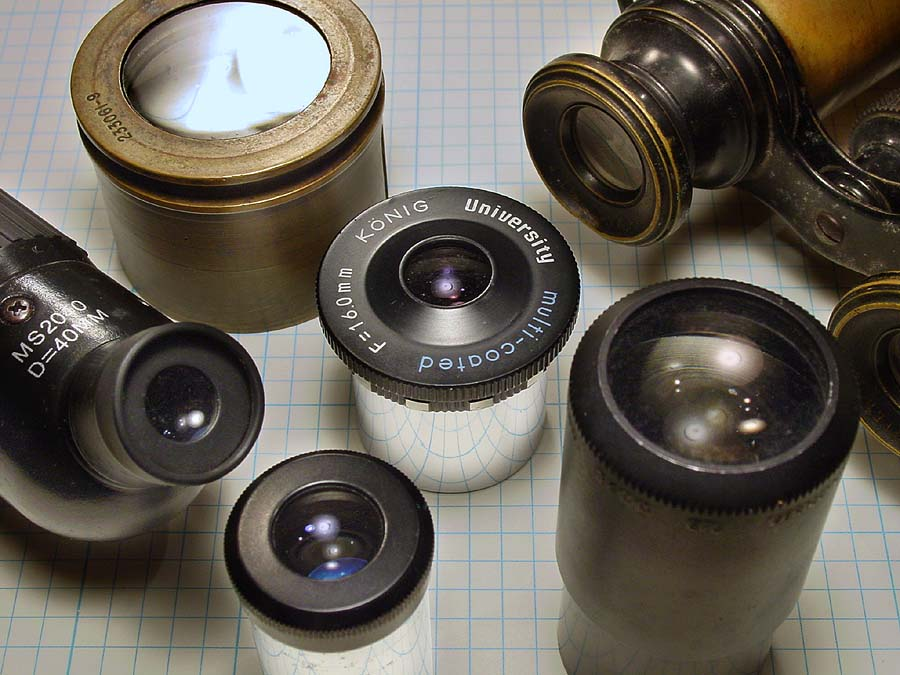
Různé druhy okulárů

Okulár (z latinského oculus, oko, a ocularis, oční) je čočka nebo soustava čoček, jimiž se pozoruje obraz předmětu, vzniklý v ohniskové rovině objektivu dalekohledu, mikroskopu a podobně.
Okulár přizpůsobuje oku a obvykle zvětšuje obraz předmětu, který vzniká v ohniskové rovině objektivu. Výstupní pupila okuláru má odpovídat vstupní pupile oka. Posouváním okuláru ve směru optické osy se obraz zaostřuje.

## Hlavní typy okulárů

### Jednoduché

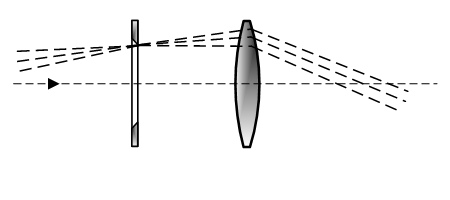
Keplerův okulár

- Galileiho okulár je dvojvydutá rozptylka, která neobrací obraz vzhůru nohama, dovoluje však jen malé zvětšení.
- Keplerův okulár je spojná čočka, která umožňuje větší zvětšení, obrací však obraz.

### Složené

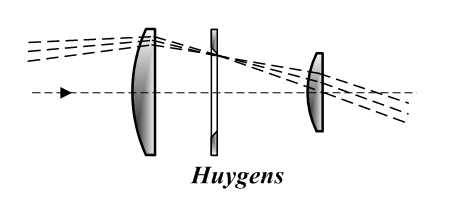
Huygensův okulár

- Huygensův okulár se skládá ze dvou plankonvexních spojných čoček, mezi nimiž je clona. Umožňuje korekci barevné chyby a dodnes se užívá u laciných přístrojů.

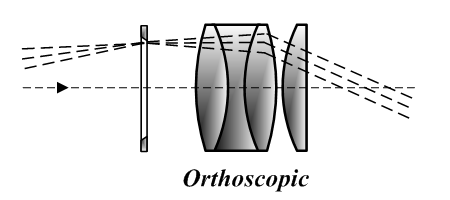
Ortoskopický okulár (E. Abbe)

- Ortoskopický okulár podle Ernsta Abbe se skládá ze vstupní clony, tmelené spojné skupiny tří čoček a z výstupní konvex-konkávní spojky. Díky čtyřem čočkám umožňuje dokonalou korekci barevné chyby a je to standard u astronomických přístrojů.

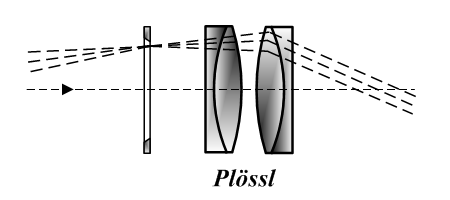
Ploessl-Steinheilův okulár

- Okulár Ploessel-Steinheilův se skládá ze dvou tmelených dvojčlenných achromatů, obrácených proti sobě. Koriguje barevnou chybu stejně dobře jako Abbeův, může však být výrobně levnější.

Zejména pro širokoúhlé soustavy se užívají i okuláry složitější, se šesti a více čočkami, případně s nesférickými povrchy, které jsou však výrobně drahé.

## Galerie

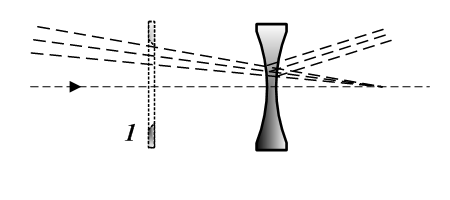
Galileův okulár
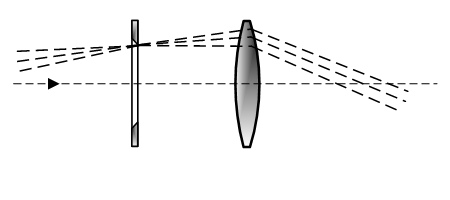
Keplerův okulár
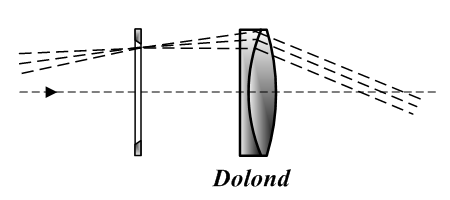
Dolondův okulár
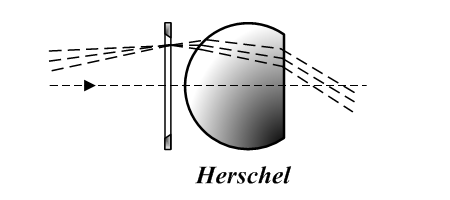
Herschelův okulár
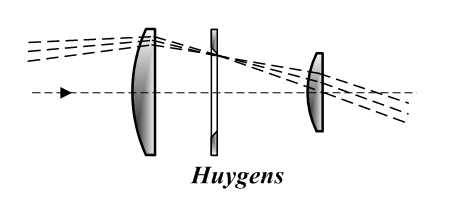
Huygensův okulár
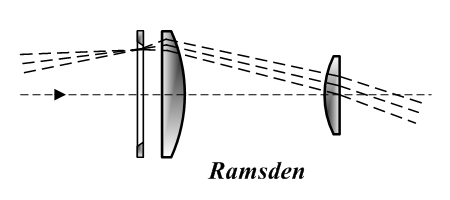
Ramsdenův okulár
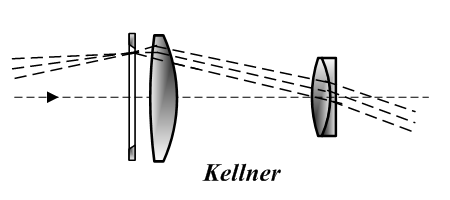
Kellnerův okulár
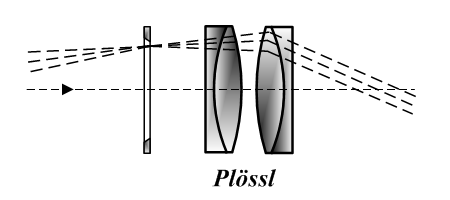
Plösslův okulár
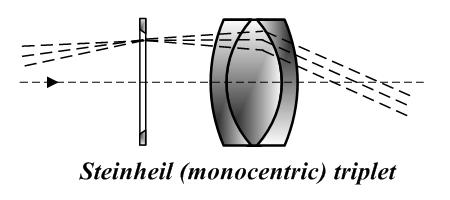
Steinheilův okulár
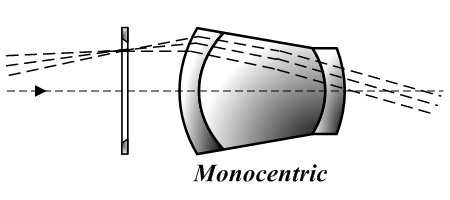
Monocentrický okulár
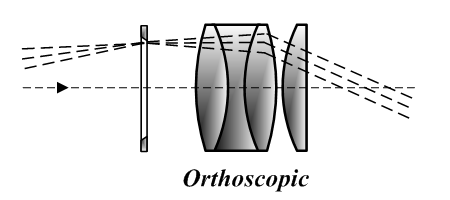
Ortoskopický okulár
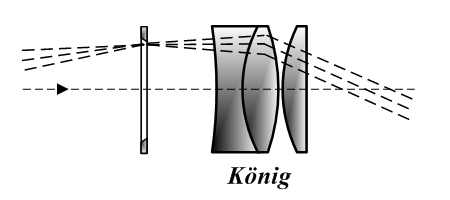
Königův okulár
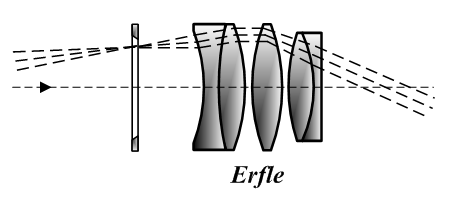
Erflův okulár
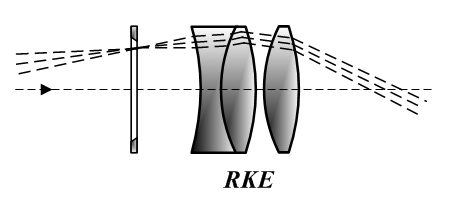
RKE okulár
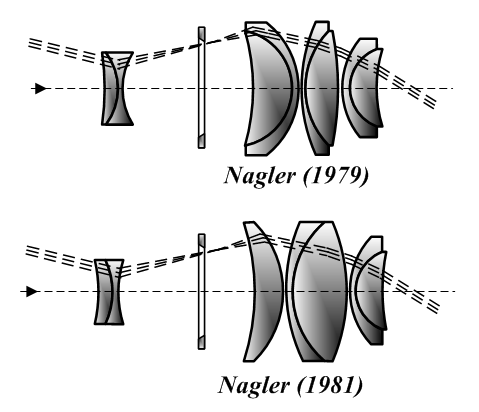
Naglerův okulár
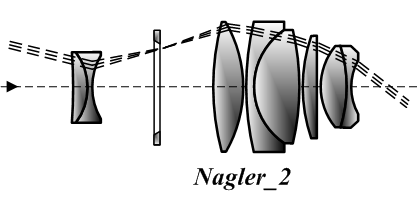
Naglerův okulár